# Анрі Валлон (історик)
Анрі Александр Валлон (фр. Henri Alexandre Wallon; 23 грудня 1812, Валансьєнн — 13 листопада 1904, Париж) — французький історик і політичний діяч-монархіст, депутат і міністр; автор французької республіканської конституції 1875 року.

## Біографія
В 1831 році вступив до Вищої нормальної школи, успішно її закінчив і став викладачем історії в Парижі, спочатку в середній школі, а потім (1838) в тому навчальному закладі, де вчився сам, і (з 1840) в Сорбонні, де він спочатку заміняв Гізо, а згодом (1850) отримав самостійну катедру.
У 1849 році він був обраний до Національних зборів, але залишався в них тільки до 1850 року. Вдруге в Національні збори потрапив в 1871 році. Автор французької конституції 1875 року. У тому ж 1875 році став міністром народної освіти і незмінюваним сенатором.

## Творчість
Деякі з праць прославили Валлона, як історика, хоча неупередженим дослідником його назвати не можна.
- «Géographie politique des temps modernes» (1839);
- «Histoire de l'esclavage dans l'antiquité» (3 томи, 1847, 2-е вид. 1879) — фундаментальна праця, що став класичним, за деяким думку, найкраща його робота[8]
  - Історія рабства в античному світі [Архівовано 1 лютого 2021 у Wayback Machine.] — М .: Мысль, 1936. — 310 с.
- "La Sainte Bible résumée dans son histoire et dans ses enseignements " (2 томи, 1854);
- «De la croyance due à l'Evangile»;
- «Jeanne d'Arc» (2 томи, 1860; отримали в 1860 р академічну премію; 2-е видання з гравюрами, 1876);
- «Epitres et évangiles des dimanches» (1862)
- «Saints Evangiles» (1863);
- «La vie de Jésus et son nouvel historien» (1864);
- "Richard II, épisode de la rivalité de la France et de l'Angleterre " (2 т., 1864);
- "Vie de Notre Seigneur Jésus Christ selon la concordance des quatre évangélistes " (1865);
- «La terreur, études critiques sur la Révolution française» (1872);
- «Saint-Louis et son temps» (1875);
- «Histoire du tribunal révolutionnaire de Paris» (6 т., 1883);
- «La Révolution du 31 mai et le fédéralisme en 1793» (2 т., 1885);
- "Les représentants du peuple en mission et la justice révolutionnaire dans les départements en l'an II " (5 т., 1889).